# Pachymeter

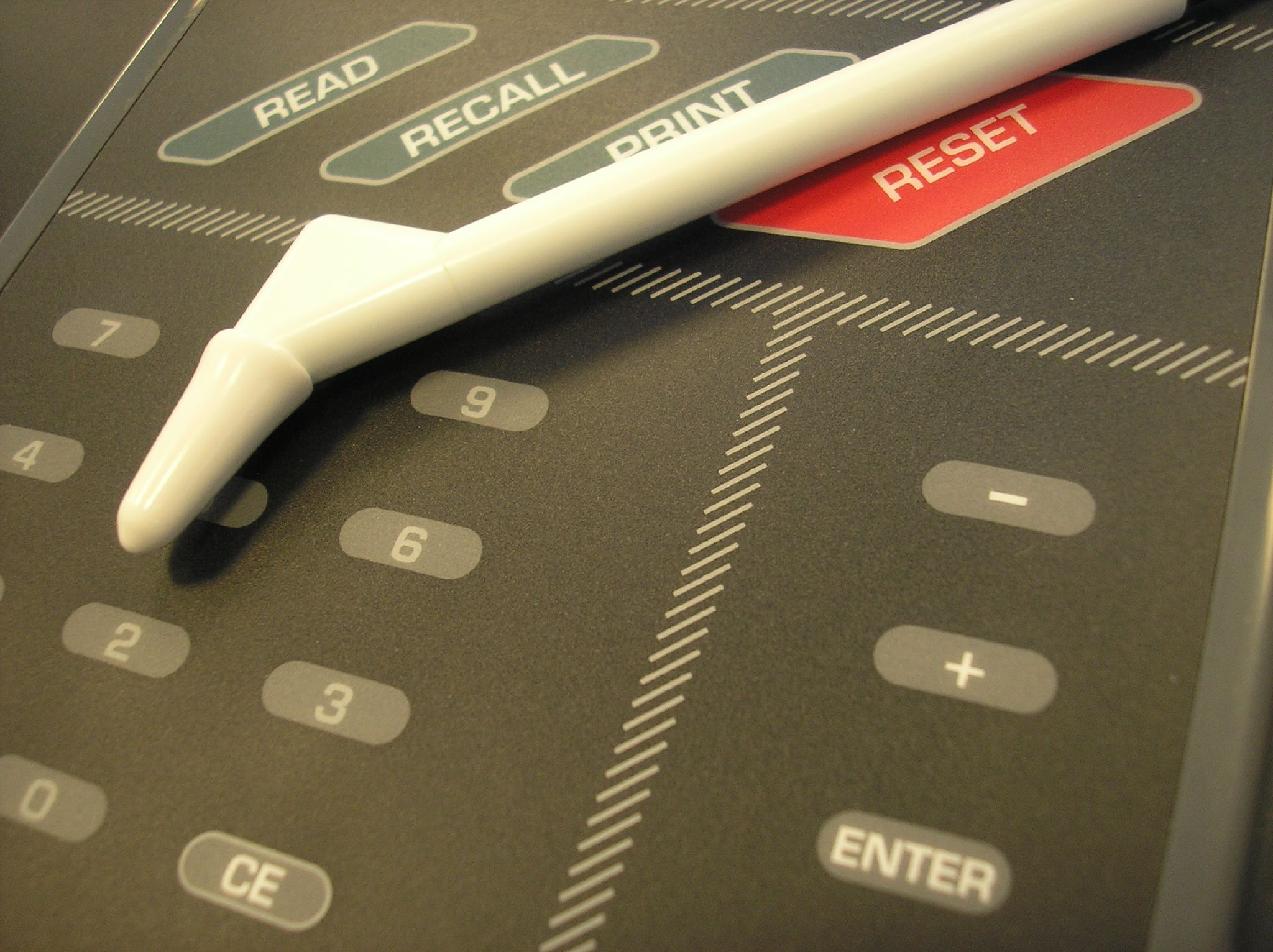
Ultraschall-Pachymeter

Ein Pachymeter (manchmal auch Pachometer genannt; von altgriechisch παχύς pachýs „dick“ sowie μέτρον métron „Werkzeug zum Messen“) ist ein Messgerät zur Messung der Hornhautdicke am menschlichen Auge.
Die Hornhautdicke ist relevant für die korrekte Bestimmung des Augeninnendruckes mittels Tonometrie, da der Messwert bei allen gebräuchlichen Verfahren von der Hornhautdicke beeinflusst wird. Standardwert der Hornhautdicke ist 550 µm.
Des Weiteren gilt die verminderte Dicke der zentralen Hornhaut als zweitwichtigster Risikofaktor für das Glaukom. Umgekehrt scheint eine überdurchschnittliche Hornhautdicke das Glaukomrisiko zu senken. Als Ursache wird neben dem oben genannten direkten Einfluss auf die Druckmessung angenommen, dass Menschen mit dicker Hornhaut einen stabileren Bau der Lamina cribrosa sclerae aufweisen, so dass der Sehnervenkopf weniger empfindlich auf Druckerhöhung reagiert.
Eine weitere wichtige Rolle kommt der Pachymetrie bei der Vorbereitung auf verschiedene Augenoperationen zu. Zudem können Werte der Hornhautdickenmessung an unterschiedlichen Lokalisationen manifeste Formanomalien der Hornhaut wie Keratokonus und Keratoglobus anzeigen und sogar Frühformen nachweisen (Belin-Ambrosio-Verfahren). Dies spielt in der refraktiven Laserchirurgie eine wichtige Rolle, um postoperative Komplikationen wie Keratektasien zu vermeiden.
Zum Einsatz kommen zwei unterschiedliche Verfahren:
- die kontaktfreie optische Messung (optisches Kohärenz-Pachymeter, englisch OCP) sowie
- die Bestimmung mittels Ultraschall, bei der ein kleiner Ultraschallkopf auf die Hornhaut aufgesetzt wird.

Beide Verfahren erlauben die Bestimmung der Hornhautdicke auf einige Mikrometer genau. Das erstere Verfahren wird von vielen Augenärzten als individuelle Gesundheitsleistung („IGeL-Leistung“) angeboten bzw. beworben.
Mittels moderner Scheimpflug-Bildgebung (z. B. Pentacam) oder mittels Optischer Kohärenztomografie (z. B. Anterion) lassen sich Dickenwerte über die gesamte Hornhaut ermitteln.